# Jörn Wenzel
Jörn Wenzel (13 de agosto de 2004) es un deportista alemán que compite en bobsleigh.
Ganó una medalla de plata en el Campeonato Mundial de Bobsleigh de 2025 y una medalla de oro en el Campeonato Europeo de Bobsleigh de 2025, ambas en la prueba cuádruple.

## Palmarés internacional
| Campeonato Mundial | Campeonato Mundial           | Campeonato Mundial | Campeonato Mundial |
| Año                | Lugar                        | Medalla            | Prueba             |
| ------------------ | ---------------------------- | ------------------ | ------------------ |
| 2025               | Lake Placid (Estados Unidos) | Medalla de plata   | Cuádruple          |
| Campeonato Europeo |                              |                    |                    |
| Año                | Lugar                        | Medalla            | Prueba             |
| 2025               | Lillehammer (Noruega)        | Medalla de oro     | Cuádruple          |